# Проспект Українських Героїв
Проспект Українських Героїв — одна з вулиць Одеси, розташована в історичному центрі. Починається з перехрестя з вулицею Ніни Строкатої і закінчується перетином із вулицею Пантелеймонівською. 

## Історія
Проспект був закладений ще планом Франца де Воллана під назвою Великий проспект (рос. Большой проспект). Під цією назвою він з'являється на картах міста, виданих у 1809 і 1812 роках. На той час проспект був дійсно великим — його ширина сягає 80 метрів. У 1820 році проспект був названий в честь імператора Олександра II — Олександрівським. Це була головна вулиця міста, на якій розташовувалися торгові ряди: Авчінніковський, Німецький, Караїмський, Єврейський та інші.

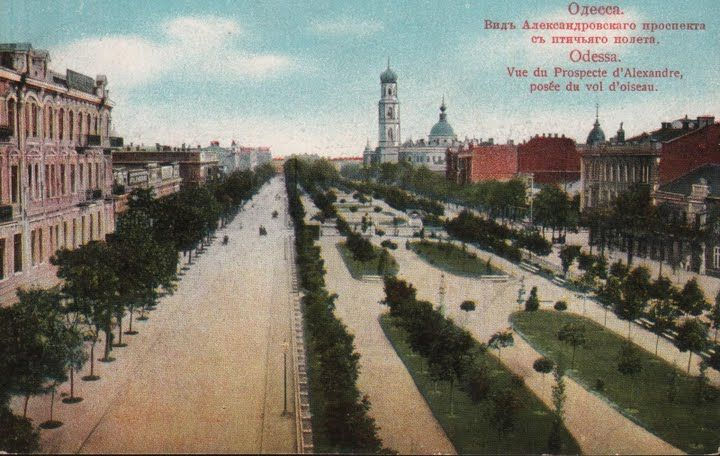
Проспект на старій листівці

Проспект був розроблений як аналог Єлисейських полів — широкої магістралі, яка би поєднувала різні частини міста. Проспект поєднував між собою головні Ринкові площі міста — Грецькою та Старобазарною, а також із Ринком Привоз. Пізніше, у 1830-х роках, Олександрівський проспект було задумано продовжити завдяки вулиці Гаванної, таким чином поєднавши порт із Привозом. Цей план був зруйнований архітектором Джорджо Торічеллі, який звів на вулиці Дерібасівській, на перетині з Гаванною і Грецькою площею, так званий Будинок Торічеллі (тепер — Будинок книги). За його прикладом Олексій Маюров звів посеред Грецької площі свій Круглий дім (тепер — Галерея «Афіна»), а Йоган Ансельм звів на початку сучасного Олександрівського проспекту Будинок Ансельма (зруйнований, на його місці — ресторан Київ). Таким чином Олександрівський проспект був відокремлений від Грецької площі.
З приходом комуністів проспект змінює свою назву кілька разів. Так, 11 травня 1927 року проспект дістав назву Петра Шмидта і під цією назвою існував до початку Другої Світової війни. Під час окупації (з 19 листопада 1941 по 16 квітня 1944) проспект дістав назву Проспект Гітлера (це була друга вулиця міста, яка носила назву Гітлера, крім Європейської). Після підриву німецької комендатури на вулиці Маразліївській проспект перетворився на тотальну шибеницю. Між деревами були перекинуті дошки, на яких вішали звинувачених у підриві людей (переважно заручників). Із поверненням комуністів проспект спочатку повернув свою радянську назву — Шмідта (16 квітня 1944), але згодом, 18 травня 1944, був названий в честь Сталіна. Після падіння режиму Сталіна назву проспекту змінили на проспект Миру (9 листопада 1961). Останній факт викликав шквал жартів серед одеситів — проспект почали називати Проспектом Миру Гітлера-Сталіна.
20 березня 1995 року, після приходу незалежності, вулиці була повернена назва Олександрівський проспект. 3 травня 2023 року Одеська міська рада в рамках дерусифікації перейменувала на проспект Українських Героїв.